# ماركوس ماكاولي
ماركوس ماكاولي (بالإنجليزية: Marcus Macauley)‏ (27 أكتوبر 1991 بمونروفيا في ليبيريا - ) هو لاعب كرة قدم ليبيري في مركز الوسط . شارك مع منتخب ليبيريا لكرة القدم.

## وصلات خارجية
- ماركوس ماكاولي على موقع الاتحاد الدولي (مؤرشف)  (الإنجليزية)
- ماركوس ماكاولي على موقع ناشيونال فوتبول تيمز (الإنجليزية)
- ماركوس ماكاولي على موقع Soccerway.com (الإنجليزية)